# 孙宝华
孙宝华（1962年11月—），天津宝坻人，天津市人民代表大会常务委员会内务司法办公室副主任，中共中央党校研究生学历，毕业于天津农业机械化学校农业机械化专业。

## 生平
1982年9月，任天津市宝坻县王卜庄乡团委副书记，中国共青团宝坻县委员会干部。1984年8月，加入中国共产党。1986年11月，转任天津市宝坻县委办公室科员、副科长、科长。1993年12月，任天津市宝坻县委督查室主任，县委办公室副主任、督查室主任。1996年9月，任天津市宝坻县委组织部副部长（县属正局级、主持工作）。1997年12月，任天津市宝坻县委常委、县纪委书记，县委副书记、县纪委书记。2001年9月，任天津市宝坻区委副书记、区纪委书记、区委党校校长。2006年7月，任天津市宝坻区委副书记、代区长、区长。2010年6月，任天津市河北区区委副书记、区长、区政府党组书记。2011年10月，任天津市河北区委书记。2017年4月至2018年9月，任天津市水务局党委书记。2018年11月20日，被任命为天津市人民代表大会常务委员会内务司法办公室副主任。